# Andrés García Robledo
Andrés García Robledo (nascut el 7 de febrer de 2003) és un futbolista valencià que juga com a lateral o carriller dret a l'Aston Villa.

## Carrera de club
Nascut a València, García es va incorporar a l'equip juvenil del Llevant UE l'any 2021, procedent del CF Inter San José, i inicialment va ser destinat al Juvenil del CF Torre Levante. De tornada als Granotes el juliol de 2022, va ser destinat al filial a Tercera Federació.
García va debutar amb l'equip B el 10 de setembre de 2022, començant amb una derrota a casa per 1-0 contra el Torrent CF, i va marcar el seu primer gol el 6 de novembre en marcar el guanyador en una victòria a casa per 1-0 davant l'Elx CF Ilicitano. Va fer el seu debut amb el primer equip el 3 de gener següent, entrant com a substitut tardà d'Álex Cantero en una victòria a casa per 3-2 contra el Getafe CF, per a la Copa del Rei de la temporada.
El 22 de juliol de 2023, García va renovar el seu contracte amb el Llevant per un any més, amb opció a tres temporades més. Va patir una lesió al setembre que el va deixar de banda durant tres mesos, abans d'establir-se com a lateral dret.
García va marcar el seu primer gol com a professional el 26 de maig de 2024, marcant el primer gol en un empat 2-2 a casa contra l'AD Alcorcón.
En el mercat d'hivern de 2025, el lateral es va incorporar a la plantilla de l'Aston Villa de la Premier League, per una quantitat pròxima als 6 milions de lliures. El dia 1 de febrer de 2024, García va debutar a la Premier League en una victòria per 2–0 contra el Wolverhampton Wanderers FC.